# General Stud Book
The General Stud-Book és un registre genealògic d'animals que recull les dades dels cavalls de pura raça criats al Regne Unit i alguns altres països. Concretament, s'utilitza per a documentar la criança del pura sang i la fundació de la raça a partir del cavall àrab. Ara es publica cada quatre anys per Weatherbys. El volum 47 es va publicar el 2013.
El 1791 James Weatherby va publicar Introduction to a General Stud Book, que era una temptativa de recollir els pedigrís dels cavalls de cursa i dels que havien corregut en el passat. Era ple d'errors i no era complet, però va ser molt popular i va portar el 1793 a la publicació del primer volum del General Stud Book que contenia molts més pedigrís i era més precís. El primer volum va ser revisat diverses vegades, les versions més significatives essent les de 1803, 1808, 1827, 1859 i 1891.
D'aleshores ençà, els Weatherby sempre han estat titulars dels drets del General Stud-Book ; les dues autoritats curses de cavalls que cobreixen el Regne Unit, la British Horseracing Authority a la Gran Bretanya (històricament, el Jockey Club) i el Horse Racing Ireland per a tota l'illa d'Irlanda, inclosa Irlanda del Nord, no mantenen aquest registre, que difereix de l'American Stud-Book, que està en mans del Jockey Club dels Estats Units.